# Artur Sargsian
Artur Mielikowicz Sargsian (ros. Артур Меликович Саргсян; ur. 13 marca 1998) – rosyjski zapaśnik startujący w stylu klasycznym. Brązowy medalista mistrzostw świata w 2021. 
Zajął trzynaste miejsce na mistrzostwach Europy w 2025. Wygrał mistrzostwa świata U-23 w 2021. Mistrz Europy U-23 w 2021. Drugi na MŚ juniorów w 2017 i trzeci w 2018. Mistrz Europy juniorów w 2018 i świata kadetów w 2015. 
Mistrz Rosji w 2021, 2022 i 2023 i trzeci w 2020